# Україна в Першій світовій війні
Україна у Першій світовій війні — у Першій світовій війні назва «Україна» до 1917 року використовувалася лише як загальнонаціональна назва території українського народу. Території, які становлять сучасну Україну, входили до складу Російської імперії (Наддніпрянщина, Слобожанщина, Донецьк, Таврія, Крим) та Австро-Угорської імперії (Закарпаття, Галичина, Буковина, Поділля). Починаючи з 1918 року Українська Народна Республіка (пізніше Українська Держава) вже як незалежна країна брала участь у цьому воєнному конфлікті.

## Територіально-політичні плани ворогуючих держав щодо українських земель
Першу світову війну розпочали два військово — політичні блоки: Антанта та Троїстий, а тоді вже Четвертний союз. У цій війні Україна стала об'єктом зазіхань держав Європи.
Російська імперія володіючи більшістю українських земель, прагнула захопити ще Галичину, Буковину та Закарпаття. Крім того, прагнула ліквідувати організаційні центри українського визвольного руху. А свої грабіжницькі наміри прикривала прагненням зібрати всі «російські» землі воєдино.
Австро-Угорська імперія мала на меті приєднати до своїх володінь Волинь і Поділля.
Німецька імперія добивалася розширення своїх володінь, внаслідок приєднання українських Східних і Південних земель. Загарбання українських земель німецькі політики вважали найважливішим кроком до розгрому Російської імперії.

## Україна напередодні війни

### Наддніпрянщина

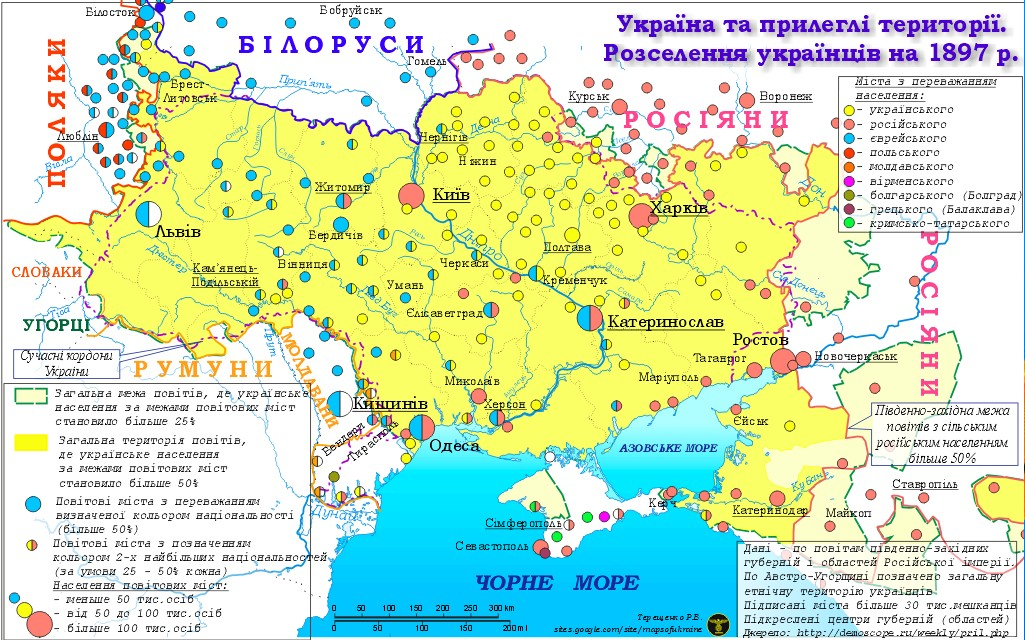
Розселення українців Російської імперії на 1897 рік

Революція 1905-1907 років вплинула на життя тогочасного суспільства, однак вона не змінила основного напрямку його розвитку, який диктувався вимогами та законами ринкового господарства. Найнегативніші наслідки поразки революції відбилися на політичній сфері. Встановлювався надзвичайний стан, суворо заборонялися демонстрації, мітинги, збори. По всій країні діяли військові трибунали. Політичні організації пішли у підпілля. Посилилися репресії проти українства. Заборонялося викладання українською мовою в освітніх закладах, українські громади та клуби, більшість організацій «Просвіти» та практично всі основні українські періодичні видання були ліквідовані. Натомість за широкої підтримки влади бурхливу діяльність розгорнули шовіністичні організації, зокрема «Клуб русских националистов», заснований у Києві в 1908 році.
Широкого розголосу набула «справа Бейліса» — судовий процес, організований у Києві в 1913 році над євреєм, який звинувачувався у ритуальному вбивстві православної дитини. Преса здійняла антисемітську кампанію. Проте на захист Бейліса виступила демократична громадськість, прогресивна інтелігенція, письменники. Врешті-решт суд вимушений був виправдати Бейліса.
Після поразки Революції 1905-1907 років український визвольний рух опинився в складному становищі. Розпалася Українська радикально-демократична партія. Разом із тим, частина діячів Української соціал-демократичної робітничої партії, зокрема Симон Петлюра, Валентин Садовський, взяли участь у створенні міжпартійного політичного блоку — Товариства українських поступовців (ТУП). Активними діячами Товариства були Михайло Грушевський, Сергій Єфремов, Володимир Винниченко, Євген Чикаленко, Дмитро Дорошенко, Людмила Старицька-Черняхівська та інші. Найближчим своїм завданням ТУП вважало українізацію освіти, громадських установ, суду й церкви. Політичну лінію Товариства проводила газета «Рада». Значна увага приділялася відстоюванню українських інтересів у Державній Думі. Найреакційніша за своїм складом третя Державна Дума відхилила питання про українську мову навчання в початкових школах, а також про вживання української мови в судах. У 1913 році, коли була скликана четверта Дума, ТУП у своїх домаганнях заручилося підтримкою фракцій трудовиків та кадетів. Проте консервативна більшість Думи знову заблокувала ці питання.
Утиски з боку царського уряду продовжувалися й надалі. У 1914 році уряд заборонив святкування дня народження Тараса Шевченка. Це викликало хвилю протестів по всій Україні. Слова обурення пролунали навіть у Державній Думі. Тут вперше розгорнулася гостра дискусія з українського питання, і це справило велике враження не тільки в Думі, а й поза її межами. Наперекір репресій з боку влади, українське студентство у березні 1914 року вийшло на маніфестацію під жовто-блакитними прапорами.
Активну роботу проводили соціал-демократи щодо підготовки до відзначення 1 травня. Вони розповсюдили прокламацію ЦК РСДРП. Київська, Харківська, Катеринославська, Полтавська і Миколаївська партійні організації випустили листівки з закликом відзначити 1 травня політичним страйком. У день 1 травня 1914 року в Україні відбулося 85 політичних страйків з більш як 30 тис. учасників. Найбільше страйків сталося в Харківській і Київській губерніях.
Таким чином, напередодні Першої світової війни в Україні назрівала революційна ситуація. Протягом першої половини 1914 року Україні сталося понад 300 страйків, серед яких понад 70 % було політичними. У страйках взяли участь близько 95 тис. людей.
Усього за період нового революційного піднесення (1910 - перша половина 1914 року) в Україні відбулося 978 страйків з числом учасників близько 330 тис. людей.
Поступово український національний рух набирав нових сил. Але цей процес припинився з початком Першої світової війни.

### Західна Україна

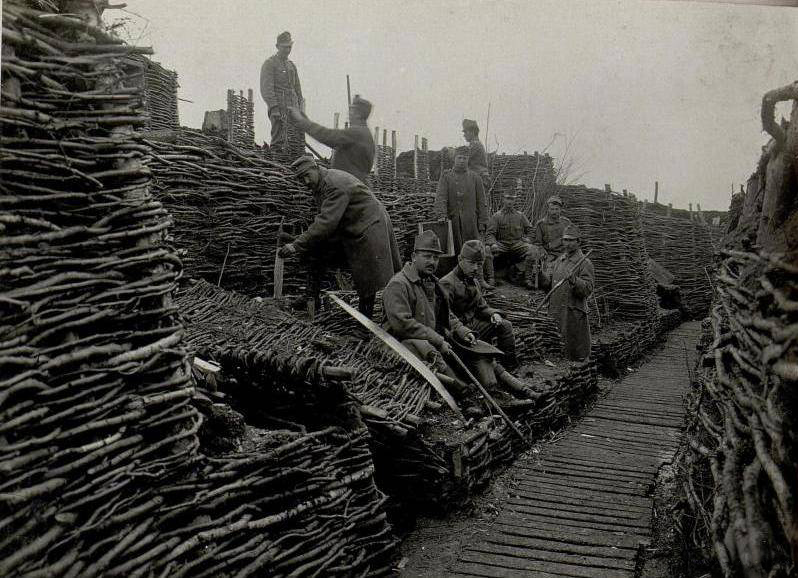
Фортифікаційні споруди фронту біля Стрипи

Одним з найхарактерніших проявів національно-визвольних ідей в Галичині було пробудження соціальної активності українського селянства. У 1902 році Східну Галичину охопив сільськогосподарський страйк, в якому взяли участь близько 200 тисяч селян. Основними вимогами страйкарів були підвищення заробітної плати польськими поміщиками під час сільськогосподарських робіт та припинення втручання польської адміністрації в еміграцію селян і робітників в Америку. Страйк мав одночасно соціальний і національний характер і був спрямований проти польського панування в краю. Він завершився повною перемогою селян і показав зразок національної солідарності. Це цілковито змінило загальний баланс сил двох головних галицьких національностей: якщо польська еліта, зберігаючи свою політичну монополію в краю, й далі переважала українську, то українське селянство своєю організованістю і національною свідомістю значно перевищувало польське.
Усі свої здобутки українцям доводилося виборювати у впертій боротьбі з польською адміністрацією та польськими політичними силами краю. Українсько-польські стосунки на початку XX століття набрали гострого конфліктного характеру, характеру неоголошеної війни, найвиразнішими проявами якої стали замах на Івана Франка 1897 року, криваві розправи над українськими виборцями, вбивство галицького намісника графа Андрія Потоцького українським студентом у 1908 році та вбивство польськими студентами одного з лідерів українського студентського руху Адама Коцка у 1910 році. Політична боротьба точилася навколо двох питань: створення українського університету у Львові та проведення виборчої реформи, яка б збільшила представництво українців у галицькому сеймі. У лютому 1914 року завдяки активним діям митрополита Андрея Шептицького був укладений польсько-український компроміс, згідно з яким українці мали отримати третину місць у галицькому сеймі та повноправне представництво у різних сеймових комісіях. Поляки зобов'язалися не чинити перешкод заснуванню українського університету у Львові.
У березні 1913 року виникло військове товариство «Січові стрільці». До початку першої світової війни таких товариств налічувалось близько ста.
«Січі» вели культурно-освітню роботу. Вони, зокрема, брали участь у шевченківських ювілеях. З їх ініціативи відкриті пам'ятники поету у Вовчинці, Надієві, Микулинцях, Вовчківцях, Косові та в інших містах і селах Галичини. 100-річний ювілей Кобзаря вони використали і в політичних цілях. 28 червня 1914 року спортивні й військові «Січі» провели багатотисячні мітинги під гаслами визволення від іноземного гніту Галичини та Наддніпрянської України та створення на цій основі єдиної самостійної України.

## Українське населення під час війни

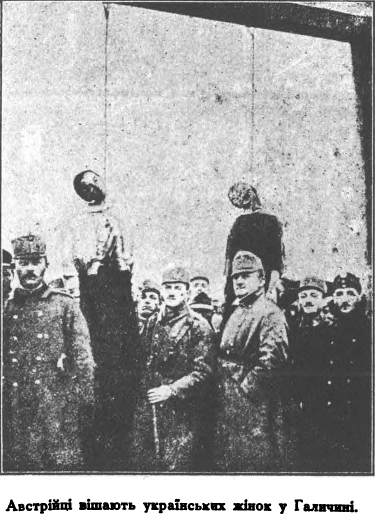
Австрійці вішають українок у Галичині

Під час війни в скрутному становищі опинилося населення Галичини й Буковини. «З одного боку, — зазначає сучасний історик Т. Гунчак, — його мордували росіяни, намагаючись вибити з нього почуття національної свідомості й самопошани; з іншого — над ним знущалися австрійці та мадяри, звинувачуючи у русофільстві». На початку війни галицькі та буковинські землі були завойовані російськими військами. Основною метою російської адміністрації було знищення основного центру українського національного руху, що зосереджувався в цих землях, та створення передумов для органічного їх включення до складу Російської імперії.
Саме на виконання цих завдань і були спрямовані основні «заходи» новопризначеного генерал-губернатора Галичини графа Георгія Бобринського: закриття «Просвіт», українських установ, бібліотек, шкіл; насильницька русифікація; репресії проти місцевої інтелігенції; гоніння на греко-католиків; масові депортації населення (з Галичини виселено понад 12 тис. осіб, звинувачених у неблагонадійності). Ще понад 100 тис. які під час війни повернулися до сповідання православ'я, рятуючись від ймовірної помсти з боку австро-угорської адміністрації, полишили край та відбули до губерній Російської імперії добровільно. Додатково, у межах тактики випаленої землі, східніше були переселені сотні тисяч українців Холмщини та Волині.
Війна принесла українським землям руйнацію господарства, гальмування поступального розвитку, деформацію структури виробництва, посилення залежності від іноземного капіталу. У Галичині за роки воєнного лихоліття зруйновано понад 40 % господарських та житлових будинків, понад 1,5 тис. промислових споруд. Навіть стратегічно важлива нафтова промисловість зменшила виробництво на 1/3. На Буковині у цей час поголів'я коней та свиней зменшилося на 60 %, овець — на 47 %. Не набагато кращою була ситуація і в Наддніпрянській Україні. Якщо 1913 року тут функціювало 3381 підприємство, то 1915 — лише 2849. На 1917 рік з 4 млн селянських господарств 1,8 млн дворів були без коней.
У цей час в селах залишилося лише 38,7 % працездатних осіб. Водночас з деградацією господарства в роки війни зростала його залежність від іноземного капіталу. Тільки впродовж 1916-1917 років 74 % іноземних вкладів у розвиток кам'яновугільної промисловості Російської імперії вкладено в підприємства Донбасу.

## Людські втрати України
Демографічні втрати, спричинені Першою світовою війною в Україні не вдається підрахувати навіть приблизно. Але є певна статистика щодо загальних втрат російської армії протягом 1914-1917 рр., коли військові органи її вели. Згідно з нею, російські війська втратили 626 440 осіб та померлими від ран 17 174 особи. Але це, звичайно, були лише точно встановлені загиблі, бо дуже велика кількість рахувалася такими, що зникли безвісти — 1 936 278 осіб. Це були як полонені, так і дезертири, так і загиблі. Російський емігрантський генерал Головін вивів свою цифру загальних втрат Російської імперії в першій світовій війні — 1,3 млн осіб. Відомо, що чисельність населення Російської імперії в 1914 р. складала близько 170 млн, з них населення українських губерній — близько 32 млн. Отже, на українські землі імперії припадає близько 20 % людських втрат. Проте ці показники не є абсолютно точними у зв'язку з неповною картиною демографічних втрат місцевого населення та військових втрат, підрахувати які не вдається через відсутність доступу до чималої кількості архівних даних, котрі у переважній більшості ще не є опрацьованими, або ж були втрачені у вирі революційних подій 1917 р. В тому числі мова йде про людські втрати на регіональному рівні. Лише зараз починають з'являтися дослідження молодих українських вчених, котрі спрямовані на вивчення регіонального характеру демографічних втрат, наприклад населення Наддніпрянщини (зокрема Полтавщини) у Великій війні 1914-1918 рр.
Крім цього, великих втрат зазнали українські землі Австро-Угорщини. Їх населення складало бл. 7 млн з 50 млн всієї імперії. Австро-Угорщина, за наявними даними, втратила близько 2 млн загиблими. Отже, втрати її українського населення — бл. 14 %. Також під час воєнних дій втрат зазнало мирне населення Галичини, Буковини і Волині, через які проходила лінія фронту. Отже, загальні людські втрати населення України (в сучасних кордонах) — близько 0,5 млн осіб.